# Kathedrale von Luçon

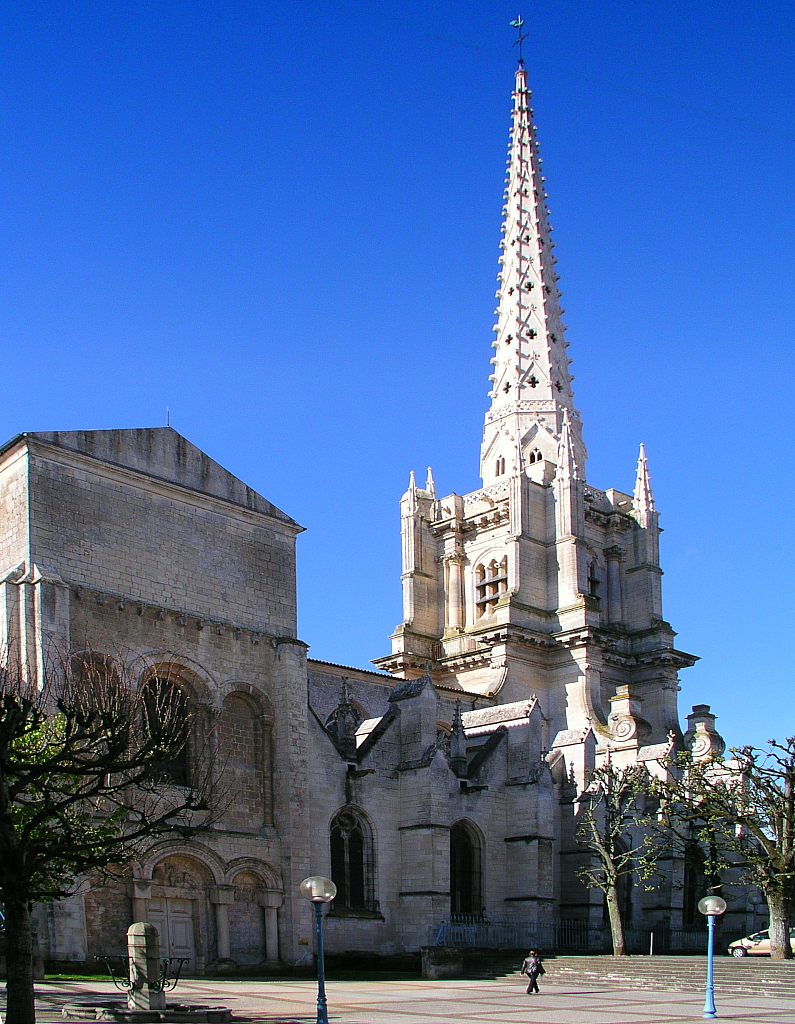
Kathedrale Notre-Dame-de-l’Assomption – romanisches Nordquerhaus und spätgotisch-barock-neogotischer Westturm

Die Kathedrale von Luçon (franz.: Cathédrale Notre-Dame-de-l’Assomption) ist der Himmelfahrt Mariens geweiht und steht im Zentrum der Kleinstadt Luçon im Département Vendée. Die Kathedrale und der direkt angrenzende Bischofspalast bilden ein Ensemble, das im Jahr 1906 als Monument historique in die Liste der Baudenkmäler in Frankreich aufgenommen wurde. Der Kreuzgang folgte im Jahr 1915.

## Geschichte
Bereits im 7. Jahrhundert soll an dieser Stel
le ein Benediktinerkloster gegründet worden sein, wahrscheinlich als Priorat der Abtei Saint-Philibert von Noirmoutier. Der erste Kirchenbau wurde in der 2. Hälfte des 9. Jahrhunderts von den Normannen zerstört. Ein Nachfolgebau wurde im Jahre 1068 auf Befehl Wilhelms VIII. († 1086), Herzog von Aquitanien und Graf von Poitou, in Brand gesetzt, woraufhin dieser von Papst Alexander II. exkommuniziert wurde. Daraufhin sah er sich genötigt eine neue Kirche zu stiften, deren Bau jedoch erst von seinem Sohn Wilhelm IX., genannt der Trobador begonnen wurde. Unter dem Abt Gottfried (Geoffroy) begannen im Jahre 1091 die Bauarbeiten, die bis zur Weihe unter dem Abt Gerbert im Jahr 1121 etwa 30 Jahre dauern sollten. Von diesem Bau ist noch das Nordquerhaus mit seinem romanischen Portal erhalten.
Nachdem die Bevölkerung des Ortes und seiner Umgebung durch die Landgewinnung stark angewachsen war, erhob Papst Johannes XXII. im Jahr 1317 Luçon in den Rang eines Bistums und die Abteikirche in den Rang einer Kathedrale. Auch wurden Teile des Bistums Poitiers dem neuen Bistum zugesprochen.
Vom 13. bis zum 17. Jahrhundert erlebte das Kirchenbauwerk mehrere Restaurierungen und Umbaumaßnahmen. Trotz Zerstörungen während des Hundertjährigen Kriegs (1337–1453) blieb der Kreuzgang auf der Südseite der Kirche in Erinnerung an das ehemalige Kloster erhalten; er wurde jedoch im 15. Jahrhundert in gotischen Stilformen erneuert. Zwischen 1530 und 1550 wurde das südliche Seitenschiff um Kapellenanbauten erweitert.
Einige Jahrzehnte später wurde die Kirche während der Hugenottenkriege (1562–1598) mehrfach von den Protestanten gestürmt, die sich auch für einige Zeit dauerhaft dort niederließen und sämtliche Bilder und Reliquien zerstörten. Die letzte Plünderung des Mobiliars erfolgte im Jahr 1622, als Kardinal Richelieu Bischof von Luçon war.
Im Jahr 1665 stürzte der Westturm ein und zerstörte die Westfassade und das erste Joch des Kirchenschiffs. Der Wiederaufbau wurde unmittelbar danach in Angriff genommen; der hohe Spitzhelm ist jedoch eine ‚Verschönerungsmaßnahme‘ des 19. Jahrhunderts.
Im 18. Jahrhundert erfolgten Kapellenanbauten an das nördliche Seitenschiff, ein Hauptaltar mit einem Baldachin sowie mehrere Seitenaltäre wurden errichtet und ein Chorgestühl eingebaut.
Während der Französischen Revolution wurde das Bistum Luçon aufgelöst (1801), jedoch unter Pius VII. im Jahre 1822 erneut installiert. Am 16. Dezember 2002 wurde das Bistum Luçon dem Erzbistum Rennes als Suffraganbistum unterstellt.

## Architektur

### Grundriss
Das dreischiffige Langhaus ist im 16. und 18. Jahrhundert seitlich durch Kapellenanbauten verbreitert und stabilisiert worden. Die Dreischiffigkeit des ursprünglichen Baues ist noch im etwas breiteren Chorbereich zu erkennen, der allerdings keinen apsidialen, sondern lediglich einen flachen Chorschluss aufweist.

### Außenbau

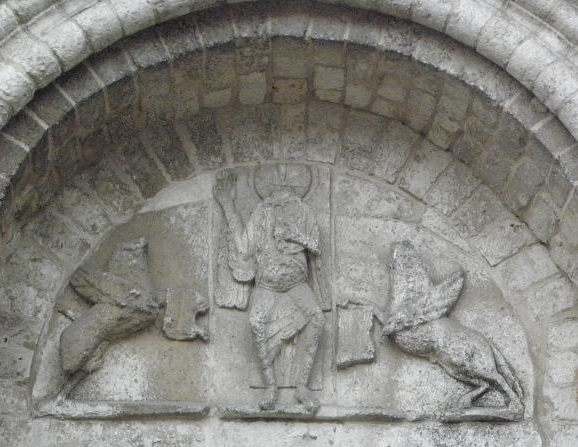
Tympanon des romanischen Nordportals

#### Nordportal
Das romanische Portalfassade des nördlichen Querhauses der im 11. Jahrhundert errichteten romanischen Abteikirche hat die Zeiten überdauert. Das Erdgeschoss besteht aus drei (Blend-)Arkaden, die eine Art Triumphbogenschema mit höherem Mittelbogen und kleineren seitlichen Blendbögen bilden. Das Tympanonfeld des Mittelportals zeigt Christus umgeben von einem geflügelten Stier (links) und einem geflügelten Löwen (rechts), den Symbolfiguren der Evangelisten Lukas und Markus; in den Tympana der seitlichen Blendportale finden sich – bereits arg zerstörte – Skulpturen von Bischöfen und Heiligen. Die Ebene darüber ist ähnlich gestaltet; auf Skulpturenschmuck wird jedoch verzichtet. Das Giebeldreieck ist nicht dekoriert.

#### Westfassade
Beim Einsturz des Westturms im Jahr 1665 wurde auch die ehemalige gotische Westfassade zerstört. Der Wiederaufbau in barock-klassizistischen Stilformen erfolgte unverzüglich – so ist der Portalvorbau im Stil eines antiken Tempels mit vier seitlichen Säulen und einem Dreiecksgiebel gestaltet. In den beiden Ebenen darüber wiederholt sich der Aufbau in verkleinertem Maßstab – jedoch ohne die Dreiecksgiebel. Die zweite Ebene zeigt seitliche Voluten. Der im 19. Jahrhundert aufgesetzte neogotische Spitzhelm wirkt insgesamt wie ein Fremdkörper. Das eigentliche Eingangsportal ist vollkommen schmucklos gestaltet.

### Innenraum

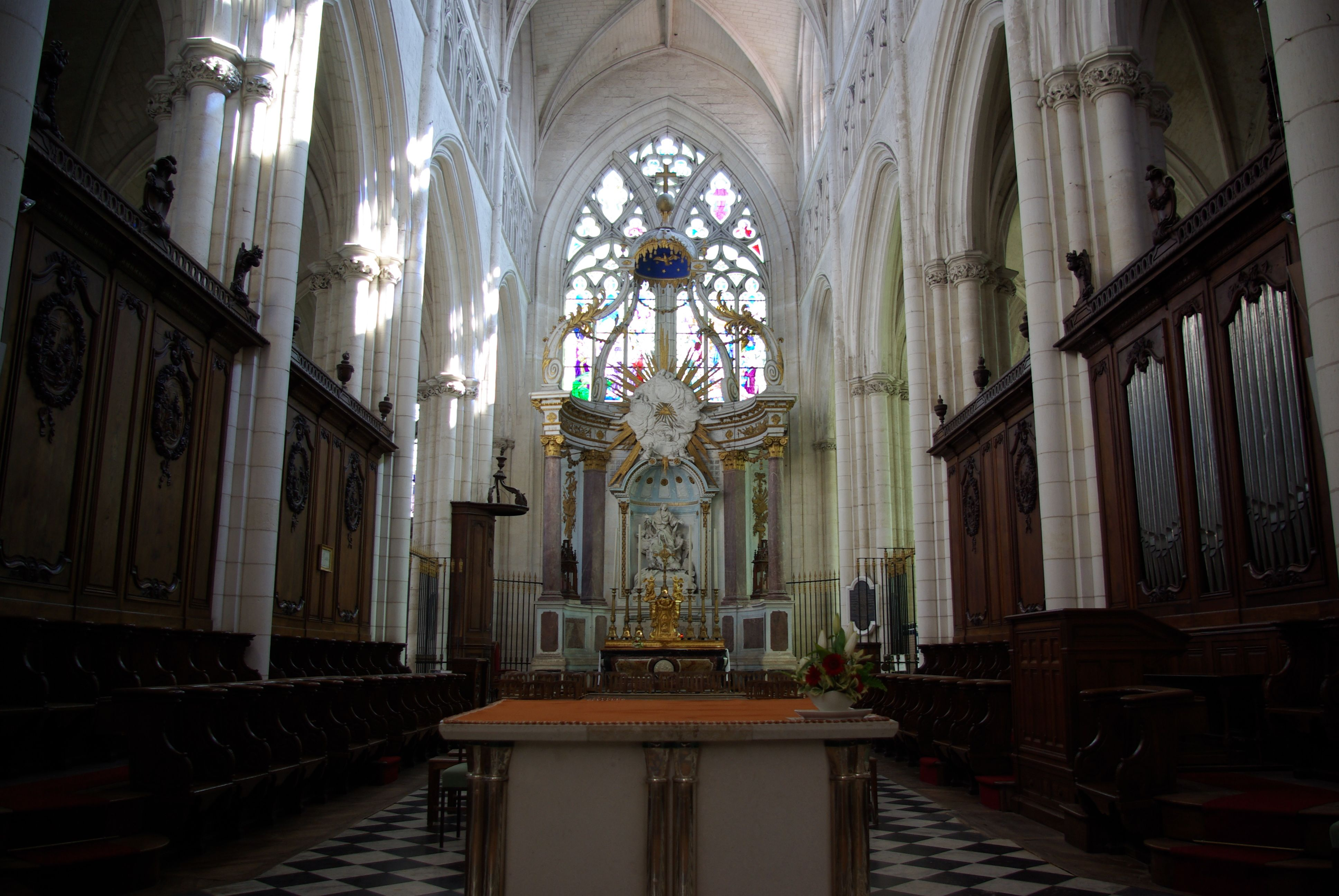
Chor mit Chorgestühl und Hauptaltar

Das ca. 34,50 Meter lange und 22 Meter hohe fünfjochige Mittelschiff hat einen klassisch-gotischen Aufriss (Arkadenzone, Triforium, Obergaden) und wird von einem Rippengewölbe überspannt. An die niedrigeren Seitenschiffe wurden Kapellen angebaut. Der Chorbereich ist weitere 25 Meter lang und endet in einem flachen Chorschluss mit einem reichgestalteten spätgotischen Maßwerkfenster.

## Ausstattung
Nach den Zerstörungen und Plünderungen durch die bilderfeindlichen Protestanten ist von der ursprünglichen Ausstattung nichts mehr erhalten. Aus dem 17. Jahrhundert stammen ein mit Blumen- und Früchtemotiven bemalter Schrank und ein Porträt Richelieus. Der apsisartig umrahmte und baldachinbekrönte Hauptaltar sowie mehrere Seitenaltäre und das Chorgestühl stammen aus dem 18. Jahrhundert.
Alle Glasmalereien mit ihren unterschiedlichen Themen (Taufe Christi, Heilige etc.) wurden im 19. Jahrhundert in verschiedenen Werkstätten gefertigt. Die reichbeschnitzte Kanzel mit ihrer erhöhten Marienfigur ist ebenfalls ein Werk des 19. Jahrhunderts.

### Orgel

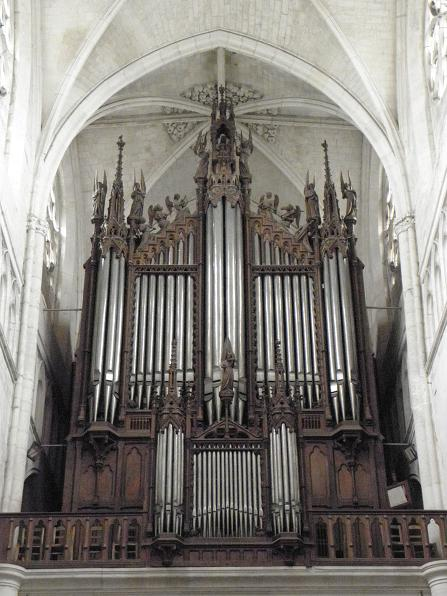
Blick auf die Orgel

Die Orgel aus der Werkstatt von Aristide Cavaillé-Coll wurde in den Jahren 1852–1855 mit drei Manualen und 41 Registern gefertigt und über dem Westportal eingebaut. 1968 erfolgte eine Erweiterung durch Curt Schwenkedel (Straßburg). Das Instrument hat heute 54 Register auf vier Manualwerken und Pedal. Die Spiel- und Registertrakturen sind mechanisch.
| I Positif C–f3 |    |
| Montre         | 8′ |
| Salicional     | 8′ |
| Bourdon        | 8′ |
| Prestant       | 4′ |
| Flûte douce    | 4′ |
| Quinte         | 3′ |
| Doublette      | 2′ |
| Plein-jeu VIII |    |
| Trompette      | 8′ |
| Cromorne       | 8′ |

| II Grand Orgue C–f3 |     |
| Montre              | 16′ |
| Bourdon             | 16′ |
| Montre              | 8′  |
| Bourdon             | 8′  |
| Flûte harmonique    | 8′  |
| Prestant            | 4′  |
| Flûte octaviante    | 4′  |
| Quinte              | 3′  |
| Doublette           | 2′  |
| Sifflet             | 1′  |
| Cornet V            |     |
| Fourniture IV       |     |
| Cymbale III         |     |
| Bombarde            | 16′ |
| Trompette           | 8′  |
| Clairon             | 4′  |

| III Echo C–f3    |        |
| Bourdon          | 8′     |
| Quintaton        | 8′     |
| Viole            | 4′     |
| Flûte à cheminée | 4′     |
| Nazard           | 2 ⁄3′  |
| Flûte à chem.    | 2′     |
| Tierce           | 1 3⁄5′ |
| Cymbale III      |        |
| Trompette        | 8′     |

| IV Récit expressif C–f3 |    |
| Flûte harmonique        | 8′ |
| Bourdon à chem.         | 8′ |
| Viole d'amour           | 8′ |
| Flûte octaviante        | 4′ |
| Octavin                 | 2′ |
| Trompette               | 8′ |
| Basson-Hautbois         | 8′ |
| Voix-humaine            | 8′ |

| Pédalier C–g1 |     |
| Flûte         | 16′ |
| Soubasse      | 16′ |
| Bourdon       | 8′  |
| Flûte         | 8′  |
| Flûte         | 4′  |
| Principal     | 4′  |
| Flûte         | 2′  |
| Mixture IV    |     |
| Bombarde      | 16′ |
| Trompette     | 8′  |
| Clairon       | 4′  |

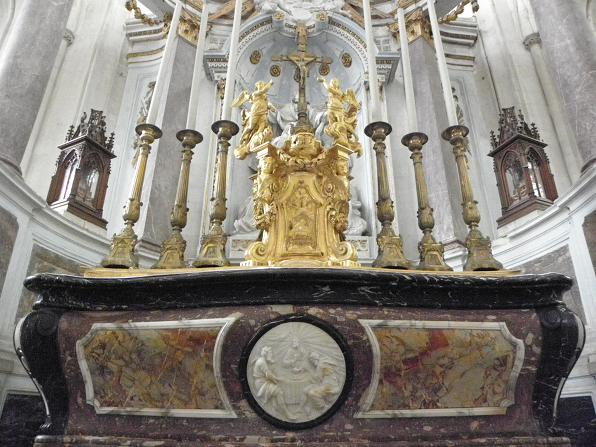
Hauptaltar mit Einfassung (18. Jh.)
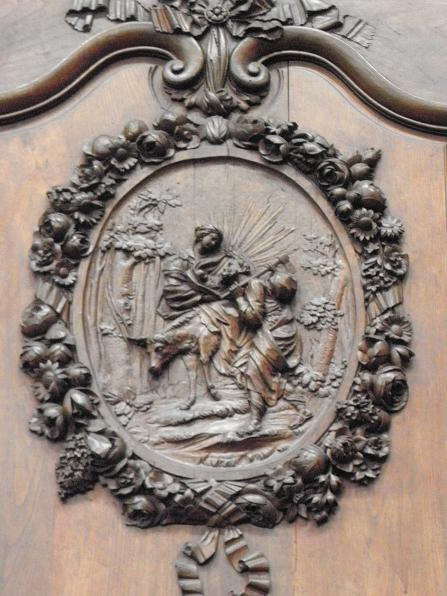
Chorgestühl – Flucht nach Ägypten (18. Jh.)
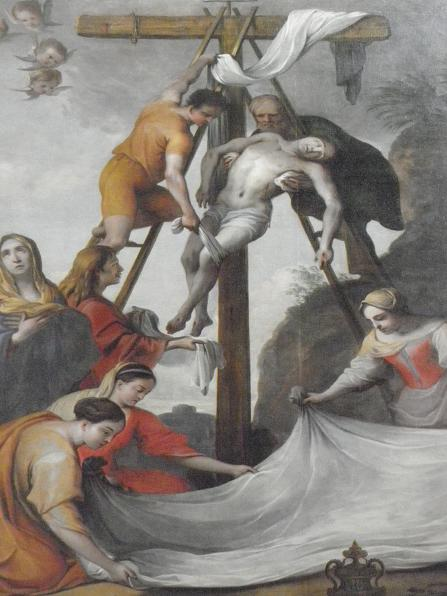
Lubin Baugin – Kreuzabnahme (17. Jh.)
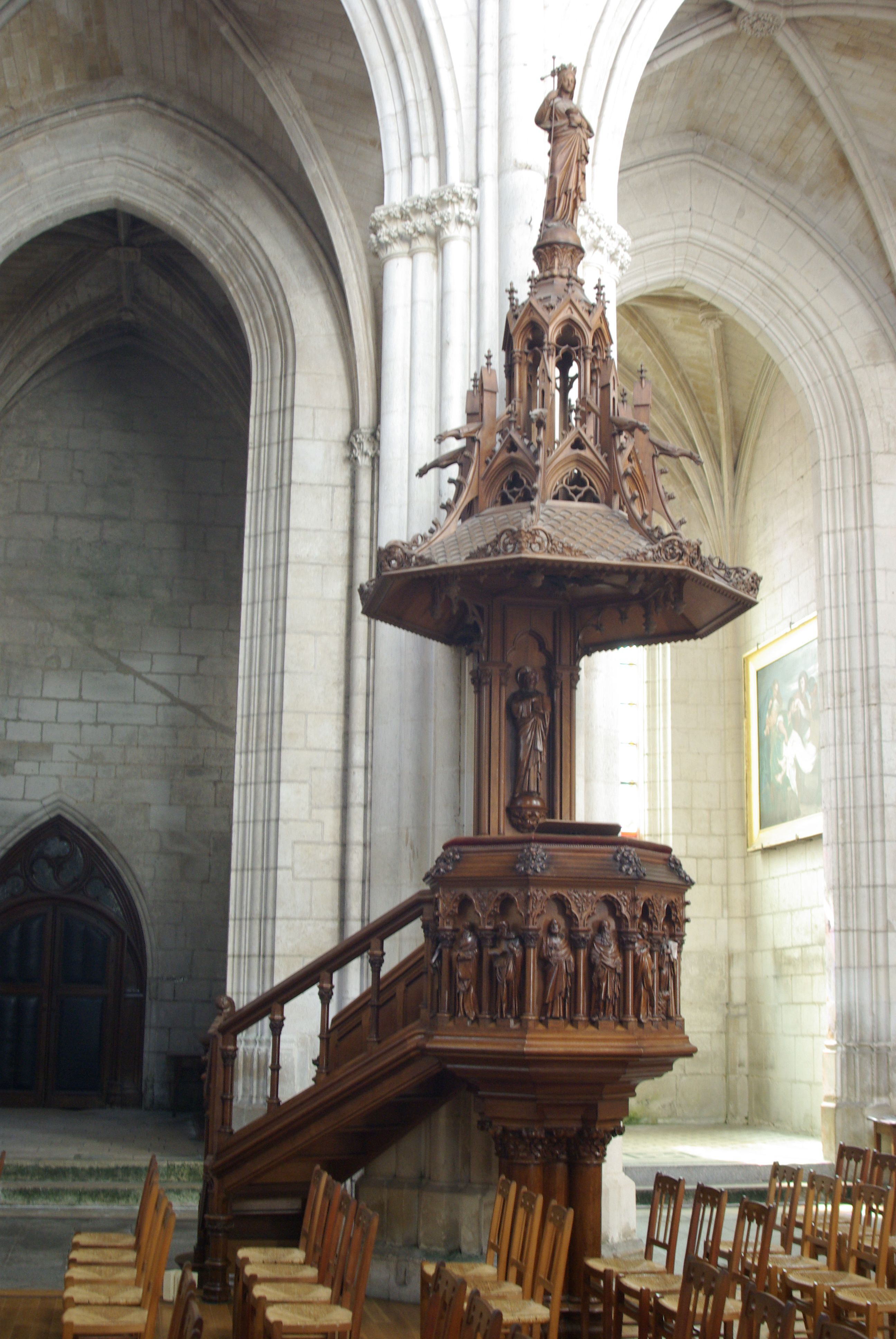
Kanzel (19. Jh.)

## Kreuzgang

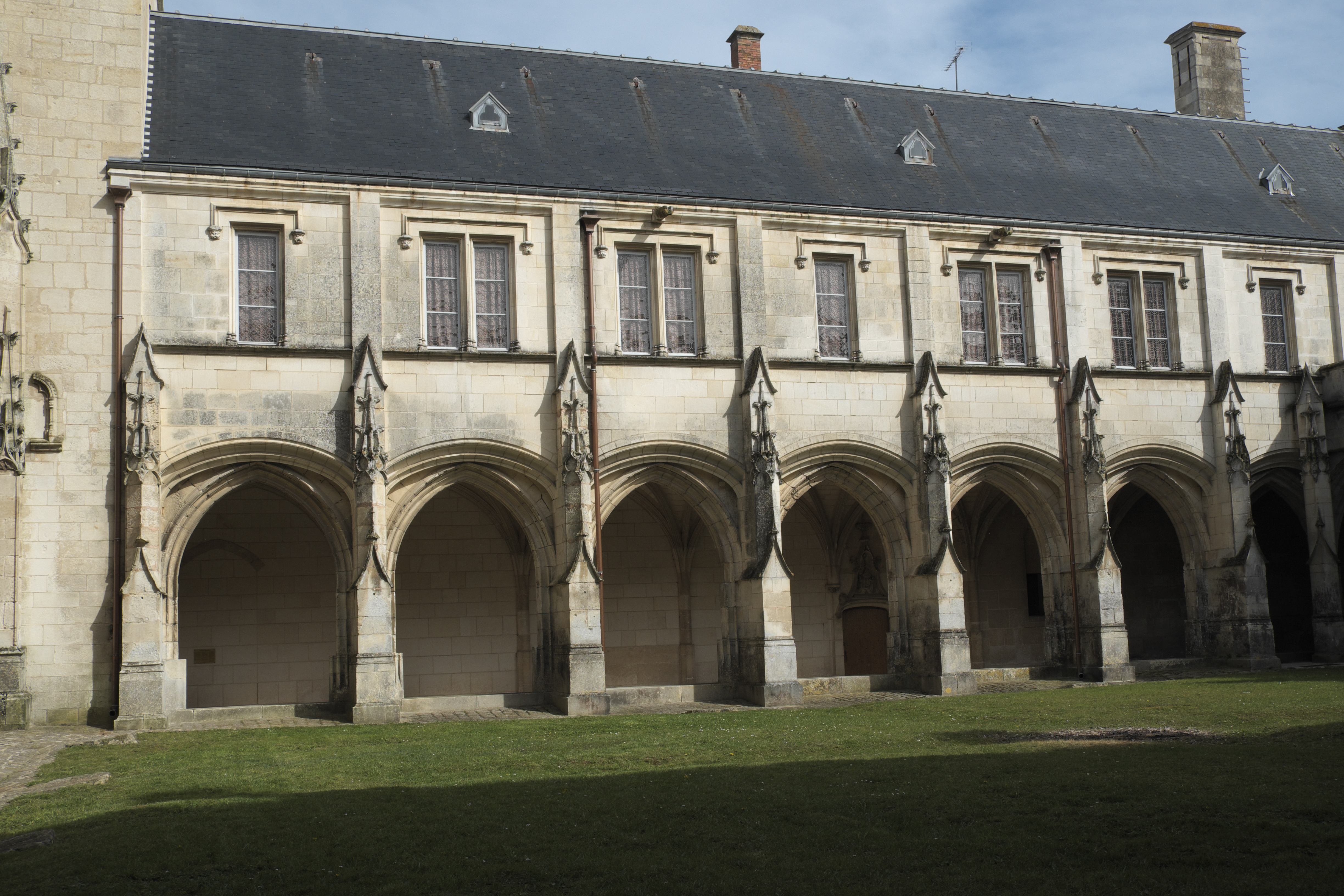
Westflügel des Kreuzgangs

Der ehemalige Kreuzgang an der Südseite der Abtei diente nach der Erhebung des Bauwerks zur Kathedrale (1317) als Wandelgang der Chorherren des Domkapitels. Er wurde im ausgehenden 14. Jahrhundert in spätgotischen Stilformen erneuert – so ruhen die Gewölberippen nicht mehr auf Kapitellen, sondern gehen übergangslos in die tragenden Pfeiler und Halbsäulenvorlagen über.
Im 16. Jahrhundert wurden oberhalb des Wandelganges auf allen Flügeln Obergeschosse hinzugefügt; hierbei wurde die Statik durch vorgeblendete Segmentbögen, die die Außenwände der Räume tragen, verstärkt. Die gotischen Spitzbogenarkaden des Erdgeschosses bilden mit den darüber befindlichen Rechteckfenstern im Stil der Spätrenaissance einen reizvollen Kontrast. Da der Kreuzgang – wie in der Gotik üblich – figurenlos war, überstand er den protestantischen Bildersturm weitgehend unbeschadet.